# Radsport (Special Olympics)

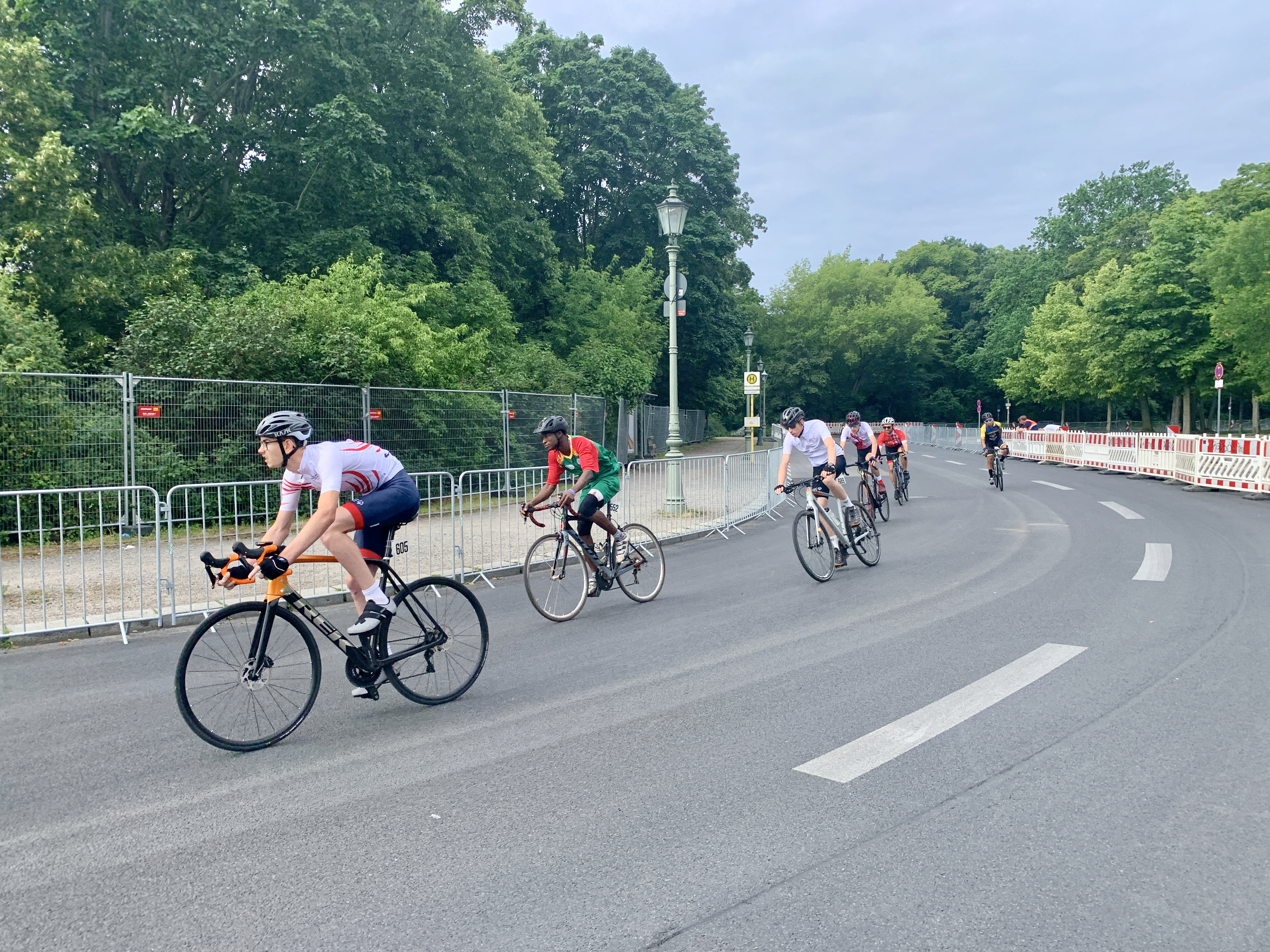
Special Olympics World Summer Games 2023 (Berlin), Straßenrennen der Herren H1 über 10 km

Radsport (Special Olympics) ist eine Sportart, die auf den Regeln des Radsports beruht und in Wettbewerben und Trainingseinheiten der Organisation Special Olympics weltweit für geistig und mehrfach beeinträchtigte Menschen angeboten wird. Radsport ist seit 1987 bei Special Olympics World Games vertreten.

## Allgemeines
In den Disziplinen Einzelzeitfahren und Straßenrennen, die Special Olympics anbietet, kommt es darauf an, die Ziellinie möglichst schnell zu erreichen.

## Regeln
Der Radsport bei Wettbewerben von Special Olympics beruht auf dem Regelwerk für Radsport des internationalen Fachverbandes Union Cycliste Internationale (UCI). Die Regeln der UCI oder die des Deutschen Fachverbandes Bund Deutscher Radfahrer (BDR) werden angewendet, soweit sie nicht im Widerspruch zu den offiziellen Special Olympics Sportregeln für Radsport oder zu Artikel 1 der Sportregeln stehen. So können Special Olympics Wettbewerbe nach weltweit gültigen allgemeinen Standards abgehalten werden.

## Besonderheiten bei Special Olympics

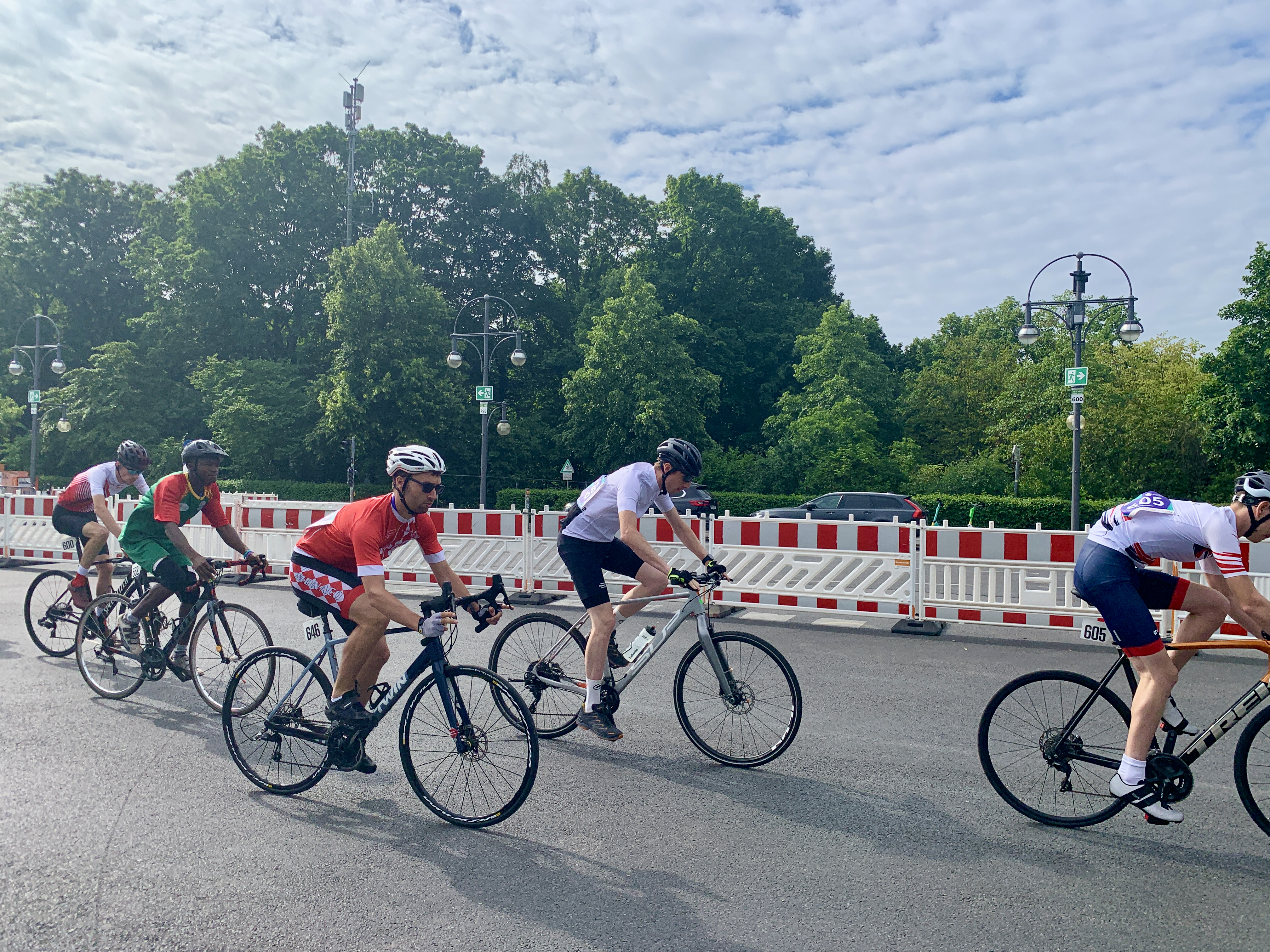
Special Olympics World Summer Games 2023 (Berlin), 10-km-Straßenrennen der Männer H1 (vlnr): Francis Mauro (SO Gibraltar), Etienne Ouedraogo (SO Burkina Faso), Yann Bouvry (SO Monaco), Marco Ebneter (SO Schweiz), James Huntington (SO Great Britain)

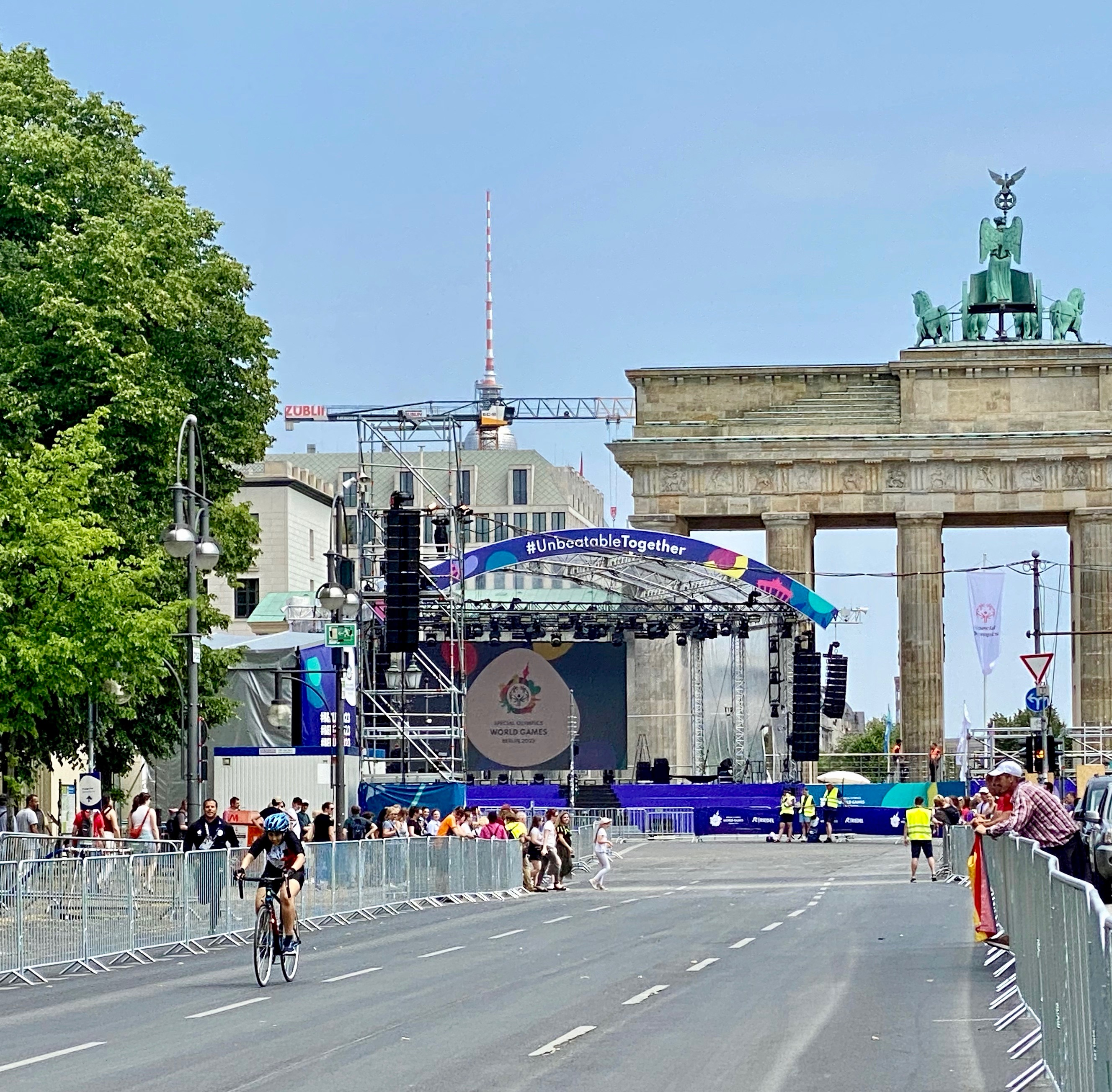
Special Olympics World Summer Games 2023 (Berlin), Einzelzeitfahren der Damen

Es werden Strecken von 250 m bis 40 km angeboten. Dabei kann man sich beim Einzelzeitfahren sowie bei Straßenrennen messen, die auf Straßen oder nicht mehr benutzten Landebahnen ausgetragen werden.
Beim Fahren muss aus Sicherheitsgründen immer mindestens eine Hand auf dem Lenker bleiben.
Es besteht Helmpflicht. Adaptierte Spezialfahrräder sind zugelassen, alle  Fahrräder müssen vor der Veranstaltung von den Wettbewerbsleitenden abgenommen werden.  Rückspiegel, Motoren sowie Glas- und Metallflaschen dürfen nicht am Fahrrad befestigt sein.
Für Athletinnen und Athleten, deren Koordination so weit eingeschränkt ist, dass die Balance auf dem Rad gefährdet ist, gibt es spezielle Dreiräder, die bei den Rennen eingesetzt werden.
Beim 2er-Team-Unified-Sports-Straßenrennen kommt ein Athlet mit seinem Partner (oder Athletin mit Partnerin) gemeinsam ins Ziel. Bei Tandemwettbewerben (Unified Sports) sitzen Athlet und Partner oder Athletin und Partnerin zusammen auf einem Fahrrad.
Beim Zeitfahren kommt die sogenannte Maximum-Effort-Regel zum Einsatz. Sie verhindert, dass jemand in der Klassifizierung in eine zu niedrige Leistungsgruppe eingeteilt wird und dann beim Finalwettbewerb einen ungerechten Vorteil hat. Es wird für alle Wettbewerbe, bei denen die Regel angewendet wird, ein bestimmter Prozentsatz festgelegt und veröffentlicht. Athleten und Mannschaften dürfen sich von ihrem Klassifizierungsergebnis bis zu ihrem Endergebnis maximal um diesen Prozentsatz verbessern. Ist die Verbesserung größer, kann es zur Disqualifikation kommen.
Vor den eigentlichen Wettbewerben finden Klassifizierungsrunden statt, damit die Athleten in möglichst leistungshomogene Gruppen eingeteilt werden können. Die Disziplinen werden in drei Kategorien mit Mindestzeiten unterteilt. So wird verhindert, dass besonders starke Athletinnen und Athleten eine Leistungsgruppe dominieren:
- Kategorie A – Kurzstrecke (Zeitfahren bis zu 2 km)
- Kategorie B – Mittelstrecke (Zeitfahren und Straßenrennen bis zu 5 km)
- Kategorie C – Langstrecke (Distanzen über Kategorie B hinaus)

## Wettbewerbe
Angeboten werden
- Einzelzeitfahren über 250 m, 500 m, 1 km, 2 km, 5 km und 10 km
- Straßenrennen über 5 km, 10 km, 15 km, 25 km und 40 km
- Unified Sports®-Disziplinen: 5 km Unified Sports Tandem-Zeitfahren, 10m Unified Sports Tandem-Zeitfahren, 5 bis 25 km Unified Sports Teamzeitfahren, 2er-Team Straßenrennen Unified[2]

## Angebot bei Special Olympics World Games
Radsport ist seit 1987 bei Special Olympics World Games vertreten.
2011 nahmen 76.748 Athleten an Radwettbewerben im Rahmen von Special Olympics teil. Diese wurden von 79 nationalen Special-Olympics-Organisationen veranstaltet.
An den Special Olympics Sommerspielen 2023 nahmen 187 Athletinnen und Athleten teil. Für Special Olympics Deutschland gingen acht Frauen und acht Männer an den Start. Die Wettkämpfe wurden in Berlin-Mitte, auf der Straße des 17. Juni ausgetragen. Die Bandbreite in den 13 Rennen reichte von 500 Meter bis 10 Kilometer Zeitfahren und von fünf bis 25 Kilometer beim Straßenrennen, jeweils für Männer und Frauen.

## Erfolgreiche Radsportler und Radsportlerinnen bei Special Olympics (Auswahl)
- Valentina Beck, Special Olympics Deutschland
- Kiera Byland, sechs Goldmedaillen bei zwei Special Olympics World Summer Games
- Heike Naujoks, eine Goldmedaille und vier Silbermedaillen bei zwei Special Olympics World Summer Games